# Klaus Zeitler
Klaus Zeitler (né le 27 septembre 1929 à Wurtzbourg, mort le 23 décembre 2020 dans la même ville) est un homme politique allemand, bourgmestre de Wurtzbourg de 1968 à 1990.

## Biographie
Klaus Zeitler est le fils de Max Zeitler (NSDAP, maire de la ville d'Erfurt de 1935 à 1936) et grandit à Erfurt, Wurtzbourg et Potsdam. Il étudie le droit et l'économie à Wurtzbourg, Cologne et Dijon. Après avoir réussi les examens d'État, il obtient un doctorat en droit et devient avocat.
Il se marie et a trois enfants.
Zeitler est membre du SPD à partir des années 1950. Au début des années 1990, il quitte le SPD car il estime que le parti n'a plus à rien à voir avec Kurt Schumacher et rejoint les Républicains le 7 mai 1992. En raison du style de direction du président fédéral de l'époque, Franz Schönhuber, qu'il juge autoritaire, il quitte rapidement ce parti. Cependant, vers 1996, après que Rolf Schlierer prend la direction du parti, il revient et devient membre du comité exécutif national du parti. En 2003, il part des Républicains.
De 1956 à 1958, Zeitler est membre du conseil municipal de Wurtzbourg. De 1968 à 1990, il succède à Helmuth Zimmerer en tant que bourgmestre de Wurtzbourg . De 1982 à 1990, il est aussi membre du Sénat bavarois et de 1975 à 1990, il est président de la section bavaroise du DPWB. En 1990, il ne se présente pas aux élections, Jürgen Weber, jusqu'alors premier adjoint, lui succède.
Aux élections municipales de 1996, il revient au conseil municipal de Wurtzbourg en tant que candidat des Républicains. En 2002, il est réélu, toujours pour les Républicains. Après son départ des Républicains en 2003, il est membre du groupe indépendant au conseil municipal, avec lequel il est réélu en 2008. Au terme de son mandat de six ans, il démissionne du conseil municipal le 30 avril 2014.